# Okamejei jensenae
Okamejei jensenae är en rockeart som beskrevs av Last och Lim 20. Okamejei jensenae ingår i släktet Okamejei och familjen egentliga rockor. Inga underarter finns listade i Catalogue of Life.